# Утан (село)
Ута́н (рос. Утан) — село у складі Чернишевського району Забайкальського краю, Росія. Адміністративний центр та єдиний населений пункт Утанського сільського поселення.

## Населення
Населення — 1641 особа (2010; 1703 у 2002).
Національний склад (станом на 2002 рік):
- росіяни — 99 %